# 25 mai en sport
25 avril 25 juin
Chronologies thématiques
- Croisades
- Ferroviaires
- Disney

Le 25 mai (145e jour de l'année ou 146e en cas d'année bissextile) en sport.

## Événements

### XXesièclede1901à1950
- 1901 :
  - (Football) : fondation du club argentin de Club Atlético River Plate
- 1904 :
  - (Automobile) : à Ostende, Pierre de Caters établit un nouveau record de vitesse terrestre : 156,50 km/h.
- 1941 :
  - (Football) : les Girondins de Bordeaux remportent la Coupe de France en s'imposant 2-0 en finale face au SC Fives.
- 1947 :
  - (Sport automobile) : Grand Prix des Frontières.

### XXesièclede1951à2000
- 1965 :
  - (Boxe) : Mohamed Ali (Cassius Clay) remporte une victoire par K.O. à la première minute de la première reprise lors de la revanche pour le titre de champion du monde des poids lourds l'opposant à Sonny Liston.
- 1967 :
  - (Football) : le Celtic FC remporte la Coupe des clubs champions européens en s'imposant 2-1 en finale face à l'Inter Milan.
- 1972 :
  - (Football) : inauguration du « nouveau » Parc des Princes avec un match international olympique France-URSS.
- 1975 :
  - (Formule 1) : Grand Prix automobile de Belgique.
- 1977 :
  - (Football) : le Liverpool FC remporte la Coupe des clubs champions européens en s'imposant 3-1 en finale face au Borussia Mönchengladbach.
- 1978 :
  - (Hockey sur glace) : les Canadiens de Montréal remporte la Coupe Stanley en remportant la série finale 4-2 face aux Bruins de Boston.
- 1980 :
  - (Athlétisme) : Jacek Wszola porte le record du monde de saut en hauteur à 2,35 mètres.
  - (Rugby à XV) : l'AS Béziers remporte le championnat de France de rugby en s'imposant 10-6 en finale face au Stade toulousain.
- 1983 :
  - (Football) : le Hambourg SV remporte la Coupe des clubs champions européens en s'imposant 1-0 en finale face à la Juventus.
- 1985 :
  - (Rugby à XV) : le Stade toulousain remporte le Championnat de France de rugby en s'imposant 36-22 en finale face au RC Toulon.
- 1986 :
  - (Formule 1) : Grand Prix automobile de Belgique.
- 1988 :
  - (Football) : le PSV Eindhoven remporte la Coupe des clubs champions européens en s'imposant aux tirs au but en finale face au Benfica Lisbonne.
- 1989 :
  - (Hockey sur glace) : les Flames de Calgary remporte la Coupe Stanley en remportant la série finale 4-2 face aux Canadiens de Montréal.
- 1991 :
  - (Hockey sur glace) : les Penguins de Pittsburgh remporte la Coupe Stanley en remportant la série finale 4-2 face aux North Stars du Minnesota.
- 1995 :
  - (Hockey sur glace) : les Nordiques de Québec sont vendus et deviendront l'Avalanche du Colorado
- 1996 :
  - (Athlétisme) : le Tchèque Jan Železný établit le nouveau record du monde du lancer du javelot avec un lancer à 98,48 mètres. En 2008 ce record n'a toujours pas été battu.
- 1997 :
  - (Formule 1) : Grand Prix automobile d'Espagne.
  - (Rugby à XV) : les London Wasps remporte le Challenge européen pour la première fois, aux dépens de Bath Rugby (48-28).

### XXIesiècle
- 2001 :
  - (Tennis) : le court central du stade Roland-Garros, superbement reconstruit, est baptisé « court Philippe-Chatrier. »
- 2005 :
  - (Football) : le Liverpool FC remporte la Coupe des clubs champions européens en s'imposant aux tirs au but en finale face au Milan AC.
  - (Rugby à XV) : les Leicester Tigers remportent la Coupe d'Europe en s'imposant 15-9 en finale face au Munster Rugby.
- 2007 :
  - (Football) : fin de la Ligue 2 : Metz, Caen et Strasbourg sont promus en Ligue 1 ; Créteil, Istres et Tours sont relégués en National.
- 2008 :
  - (Formule 1) : Grand Prix de Monaco.
- 2013 :
  - (Football) : le Bayern Munich remporte la Ligue des champions en battant Dortmund en finale 2-1 au stade Wembley de Londres.
- 2014 :
  - (Football) : le Japon remporte la Coupe d'Asie des nations féminine en battant en finale l'Australie (1-0). La Chine décroche la troisième place.
  - (Formule 1) : au Grand Prix automobile de Monaco, victoire de l'Allemand Nico Rosberg sur une Mercedes.
  - (Sport automobile) : les 500 miles d'Indianapolis sont remportés par l'américain Ryan Hunter-Reay sur une Andretti Autosport.
  - (Tennis) : début du tournoi de Roland Garros.
- 2016 :
  - (Cyclisme sur route /Tour d'Italie) : sur la 17e étape du Tour d'Italie 2016, victoire de l'Allemand Roger Kluge et le Néerlandais Steven Kruijswijk conserve le maillot rose.
- 2017 :
  - (Cyclisme sur route /Giro) : sur la 18e étape du Tour d'Italie 2017, victoire de l'Américain Tejay van Garderen et le Néerlandais Tom Dumoulin conserve le maillot rose.
- 2024 :
  - (Football)
    - (Coupe de France) : Le PSG s’adjuge la 15e Coupe de France de son histoire en dominant Lyon en finale au Stade Pierre-Mauroy de Villeneuve-d’Ascq (2-1)[1].
    - (Ligue des champions féminine) : Le Barça domine l'OL en finale de la Ligue des champions (2-0).

  - (Rugby à XV /Coupe d'Europe) : au terme d'un match riche en émotions, le Stade toulousain remporte la Coupe d'Europe en s'imposant 22-17 après prolongations en finale la finale face au Leinster (31-22). C'est le 6eme titre européen des Rouge et Noir[2].

## Naissances

### XIXesiècle
- 1826 :
  - Tom Sayers, boxeur anglais. († 8 novembre 1865).
- 1867 :
  - Anders Peter Nielsen, tireur danois. Médaillé d'argent du rifle d'ordonnance, 300 m, 3 positions, du rifle d'ordonnance, 300 m, à genoux et rifle d'ordonnance, 300 m, couché aux Jeux de Paris 1900 puis champion olympique de la carabine libre à 300 m debout par équipes aux Jeux d'Anvers 1920. († 16 avril 1950).
- 1879 :
  - William Stickney, golfeur américain. Médaillé d'argent par équipes aux Jeux de Saint-Louis 1904. († 12 septembre 1944).
- 1880 :
  - Alf Common footballeur anglais. (3 sélections en équipe nationale). († 3 avril 1946).
- 1881 :
  - Louis Magnus, patineur artistique puis hockeyeur sur glace et ensuite dirigeant sportif français. Fondateur de la IIHF et président de 1908 à 1912 et en 1914. († 1er novembre 1950).
- 1883 :
  - Carl Johan Lind, athlète de lancers suédois. Médaillé d'argent du marteau et de bronze du poids aux Jeux d'Anvers 1920. († 2 février 1965).
- 1886 :
  - Émile Fiévet, footballeur français. (1 sélection en équipe de France). († 23 novembre 1952).
- 1889 :
  - Jan van Dort, footballeur néerlandais. Médaillé de bronze aux Jeux d'Anvers 1920. (5 sélections en équipe nationale). († 1er avril 1967).
- 1897 :
  - Alan Kippax, joueur de cricket australien. (22 sélections en test cricket). († 5 septembre 1972).
  - Gene Tunney, boxeur américain. Champion du monde poids lourds de boxe de 1926 à 1928. († 7 novembre 1978).

### XXesièclede1901à1950
- 1904 :
  - Marcel Thil, boxeur français. Champion du monde poids moyens de boxe du 11 juin 1932 au 4 juillet 1932. († 14 août 1968).
- 1909 :
  - Tola Vologe, athlète de sprint, hockeyeur sur gazon et pongiste puis résistant français. († 28 mai 1944).
- 1912 :
  - Isidro Lángara, footballeur espagnol. (12 sélections en équipe nationale). († 21 août 1992).
- 1920 :
  - Arthur Wint, athlète de sprint et de demi-fond jamaïcain. Champion olympique du 400 m et médaillé d'argent du 800 m aux Jeux de Londres 1948 puis champion olympique du relais 4 × 400 m et médaillé d'argent du 800 m aux Jeux d'Helsinki 1952. († 19 octobre 1992).
- 1931 :
  - Michel Ringoir, pilote de courses de rallye automobile belge.
- 1933 :
  - Romuald Klim, athlète de lancers soviétique puis biélorusse. champion olympique du marteau aux Jeux de Tokyo 1964 et médaillé d'argent du marteau aux Jeux de Mexico 1968. Champion d'Europe d'athlétisme du marteau 1966. († 28 mai 2011).
- 1935 :
  - Cookie Gilchrist, joueur de Foot U.S. américain. († 10 janvier 2011).
- 1938 :
  - John Davies, athlète de demi-fond néo-zélandais. Médaillé de bronze du 1 500 m aux Jeux de Tokyo 1964. († 21 juillet 2003).
- 1939 :
  - Ferdinand Bracke, cycliste sur piste et cycliste sur route belge. Champion du monde de cyclisme sur piste de la poursuite individuelle 1964 et 1969. Vainqueur du Tour d'Espagne 1971.
- 1944 :
  - Sebastián Viberti, footballeur puis entraîneur argentin. († 24 novembre 2012).

### XXesièclede1951à2000
- 1952 :
  - Vera Anisimova, athlète de sprint soviétique puis russe. Médaillée de bronze du relais 4 × 100 m aux Jeux de Montréal 1976 puis médaillée d'argent du relais 4 × 100 m aux Jeux de Moscou 1980. Championne d'Europe d'athlétisme du relais 4 × 100 m 1978.
- 1953 :
  - Gaetano Scirea, footballeur puis entraîneur italien. Champion du monde de football 1982. Vainqueur de la Coupe UEFA 1977, de la Coupe d'Europe des vainqueurs de coupe 1984 et de la Coupe des clubs champions 1985. (78 sélections en équipe nationale). († 3 septembre 1989).
  - Daniel Passarella, footballeur puis entraîneur argentin. Champion du monde de football 1978. (70 sélections en équipe nationale). Sélectionneur de l'Équipe d'Argentine de 1994 à 1998 et de l'équipe d'Uruguay de 2000 à 2001.
- 1957 :
  - Robert Picard, hockeyeur sur glace canadien.
- 1959 :
  - Noël Tosi, footballeur puis entraîneur français. Sélectionneur de l'équipe de Mauritanie de 2003 à 2004, de l'équipe du Congo de 2006 à 2007.
  - Rick Wamsley, hockeyeur sur glace puis entraîneur canadien.
- 1964 :
  - David Shaw, hockeyeur sur glace canadien.
- 1971 :
  - Stefano Baldini, athlète de fond italien. Champion olympique du marathon aux Jeux d'Athènes 2004. Champion d'Europe d'athlétisme du marathon 1998 et 2006
  - Georg Totschnig, cycliste sur route autrichien. Vainqueur du Tour d'Autriche 2000.
- 1973 :
  - Marco Meoni, volleyeur italien. Champion du monde de volley-ball masculin 1998. Champion d'Europe de volley-ball masculin 1995, 1999 et 2003. Vainqueur de la Ligue des champions de volley-ball masculin 2002. (235 sélections en équipe nationale).
- 1974 :
  - Miguel Tejada, joueur de baseball dominicain.
- 1975 :
  - Salva Ballesta, footballeur espagnol. (4 sélections en équipe nationale).
- 1976 :
  - Stefan Holm, athlète de sauts suédois. Champion olympique de la hauteur aux Jeux d'Athènes 2004.
  - Virpi Kuitunen, skieuse de fond finlandaise. Médaillée de bronze du sprint par équipes aux Jeux de Turin 2006 puis médaillée de bronze du relais 4 × 5 km aux Jeux de Vancouver 2010. Championne du monde de ski de fond du 10 km classique 2001, championne du monde de ski de fond du 30 km classique, du sprint par équipes et du relais 4 × 5 km 2007 et championne du monde de ski de fond du sprint par équipes et du relais 4 × 5 km 2009
- 1977 :
  - Jimmy Marlu, joueur de rugby français. Vainqueur du Grand Chelem 2002, du Challenge européen 1999. (4 sélections en équipe de France).
- 1978 :
  - Adrián García, joueur de tennis chilien.
- 1979 :
  - Carlos Bocanegra, footballeur américain. (110 sélections en équipe nationale).
  - Peguy Luyindula, footballeur français. (6 sélections en équipe de France).
  - Caroline Ouellette, hockeyeuse sur glace canadienne. Championne olympique aux Jeux de Salt Lake City 2002, aux Jeux de Turin 2006, aux Jeux de Vancouver 2010 puis aux Jeux de Sotchi 2014. Championne du monde de hockey sur glace 1999, 2000, 2001, 2004, 2007 et 2012.
  - Catherine Spencer, joueuse de rugby anglaise. (63 sélections en équipe nationale).
  - Jonny Wilkinson, joueur de rugby anglais. Champion du monde de rugby à XV 2003. Vainqueur du Grand Chelem 2003, des tournois des Six Nations 2000, 2001, 2011, des Coupes d'Europe 2013 et 2014. (91 sélections en équipe nationale).
- 1981 :
  - Thibault Giresse, footballeur français.
  - Dirk Werner, pilote de courses automobile allemand.
- 1983 :
  - Daniel Albrecht, skieur alpin suisse. Champion du monde de ski alpin du super-combiné 2007.
  - Marcelinho Huertas, basketteur brésilien et italien. Vainqueur de l'EuroCoupe 2006.
- 1984 :
  - Zaïnoul Bah, basketteur franco-ivoirien.
  - Abdoulaye Maïga, footballeur malien. (24 sélections en équipe nationale).
- 1986 :
  - Yoan Gouffran, footballeur français.
  - Shusei Ishii, basketteur japonais.
  - Geraint Thomas, cycliste sur piste et cycliste sur route britannique. Champion olympique de la vitesse par équipes aux Jeux de Pékin 2008 et aux Jeux de Londres 2012. Champion du monde de la poursuite par équipes 2007, 2008 et 2012. Vainqueur du Tour de France 2018.
- 1987 :
  - Zoí Dimitrákou, basketteuse grecque.
  - Céline Distel-Bonnet, athlète de sprint française. Médaillée d'argent du relais 4 × 100 m aux CE d'athlétisme 2014.
  - Ian Stannard, cycliste sur route britannique.
  - Kamil Stoch, sauteur à ski polonais. Champion olympique du grand et du petit tremplin aux Jeux de Sotchi 2014 puis champion olympique du grand tremplin et médaillé de bronze par équipes aux Jeux de Pyeongchang 2018. Champion du monde de saut à ski  du grand tremplin 2013 et du petit tremplin par équipes 2017.
- 1988 :
  - Julie Goiorani, handballeuse française. Victorieuse de la Coupe Challenge de handball féminin 2009. (55 sélections en équipe de France).
  - Cameron van der Burgh, nageur sud-africain. Champion olympique du 100 m brasse aux Jeux de Londres 2012 et médaillé d'argent du 100 m brasse aux Jeux de Rio 2016. Champion du monde de natation du 50 m brasse 2009 et 2013.
- 1989 :
  - Guillaume Boivin, cycliste sur route canadien.
- 1990 :
  - Majda Mehmedović, handballeuse monténégrine. Médaillée d'argent aux Jeux de Londres 2012. Championne d'Europe féminin de handball 2012. Victorieuse de la Coupe d'Europe des vainqueurs de coupe féminine 2010 et des Ligue des champions féminine 2012 et 2015. (61 sélections en équipe nationale).
  - Mikheil Nariashvili, joueur de rugby géorgien. Vainqueur du Challenge européen 2016. (26 sélections en équipe nationale).
- 1991 :
  - Guido Carrillo, footballeur italo-argentin.
  - Derrick Williams, basketteur américain.
- 1992 :
  - Yasser al-Shahrani, footballeur saoudien. (38 sélections en équipe nationale).
  - Elena Cecchini, cycliste sur piste et sur route italienne. Championne du monde de cyclisme sur route du contre la montre par équipes 2018.
  - Jón Daði Böðvarsson, footballeur islandais. (26 sélections en équipe nationale).
- 1993 :
  - Andrew Andrews, basketteur américain.
  - Pierre Lees-Melou, footballeur français.
  - Danijel Petković, footballeur monténégrin. (17 sélections en équipe nationale).
  - Norman Powell, basketteur américain.
- 1994 :
  - Matt Murray, hockeyeur sur glace canadien.
  - Alexandra Raisman, gymnaste artistique américaine. Championne olympique du concours général par équipes et du sol, médaillée de bronze de la poutre aux Jeux de Londres 2012 puis championne olympique du concours général par équipes et médaillée d'argent du concours général individuel ainsi qu'au sol aux Jeux de Rio 2016. Championne du monde de gymnastique artistique du concours général par équipes 2011 et 2015.
  - Hannah Blundell footballeuse anglaise
- 1995 :
  - José Gayà, footballeur espagnol.
- 1996 :
  - Dorian Godon, cycliste sur route français.
  - David Pastrňák, hockeyeur sur glace tchèque.
- 1998 :
  - Javi Puado, footballeur espagnol.
- 1999 :
  - Ibrahima Konaté, footballeur français.
  - Terem Moffi, footballeur nigérian.
- 2000 :
  - Krzysztof Kubica, footballeur polonais.
  - Paul Lapeira, cycliste sur route français.
  - Claire Liu, joueuse de tennis américaine.
  - Berke Özer, footballeur turc.
  - Arthur Theate, footballeur belge. (4 sélections en équipe nationale).

### XXIesiècle
- 2001 :
  - Alex Baudin, cycliste sur route français.
  - Douaa Foudali, escrimeuse marocaine.
  - Sturla Ottesen, footballeur norvégien.
- 2002 :
  - Manfred Ugalde, footballeur costaricien. (1 sélection en équipe nationale).
  - Yang Hyun-jun, footballeur sud-coréen.
- 2004 :
  - Pedro Acosta, pilote de moto espagnol.
- 2005 :
  - Bella Sims, nageuse américaine. Médaillée d'argent du relais 4 × 200 m nage libre aux Jeux olympiques de Tokyo en 2021.

## Décès

### XXesièclede1901à1950
- 1919 :
  - Eliza Pollock, 78 ans, archère américaine. Championne olympique par équipes puis médaillée de bronze du double colombia round (50y - 40y - 30y) et du double national round (60y - 50y) aux Jeux de Saint-Louis 1904. (° 24 octobre 1840).
- 1926 :
  - Thomas Chalmers, 76 ans, joueur de rugby de cricket écossais.  (° 19 mars 1850).

### XXesièclede1951à2000
- 1979 :
  - Amédée Gordini, 79 ans, pilote de course, préparateur et constructeur automobile français. (° 23 juin 1899).
- 1984 :
  - Loro Boriçi, 61 ans, footballeur puis entraîneur albanais. (24 sélections en équipe nationale). (° 4 août 1922).
- 1986 :
  - Michal Sawicki, 76 ans, archer polonais. Champion du monde de tir à l'arc du combiné individuel et de l'épreuve à 40 m individuel 1931 puis champion du monde de tir à l'arc du combiné par équipes et le l'épreuve individuelle à 50 m 1932. (° 6 août 1909).
- 1989 :
  - Ab DeMarco, 73 ans, joueur de hockey sur glace canadien. (° 10 mai 1916).
  - Jean Despeaux, 73 ans, boxeur puis acteur français. Champion olympique des -72,6 kg aux Jeux de Berlin 1936. (° 22 octobre 1915).
- 1995 :
  - Élie Bayol, 81 ans, pilote de courses automobile français. (° 28 février 1914).
  - Krešimir Ćosić, 46 ans, basketteur puis entraîneur yougoslave et ensuite croate. Médaillé d'argent aux Jeux de Mexico 1968 et aux Jeux de Montréal 1976 puis champion olympique aux Jeux de Moscou 1980 ensuite médaillé d'argent en tant qu'entraîneur aux Jeux de Séoul 1988. Champion du monde de basket-ball 1970 et 1978. Champion d'Europe de basket-ball 1973, 1975 et 1977. Vainqueur de la Coupe Saporta 1982. (303 sélections en équipe nationale). (° 26 novembre 1948).
- 1998 :
  - Todd Witsken, 34 ans, joueur de tennis américain. (° 4 novembre 1963).

### XXIesiècle
- 2002 :
  - Zoran Janković, 62 ans, joueur de water-polo yougoslave. Médaillé d'argent aux Jeux olympiques de 1964 puis champion olympique en 1968 à Mexico. (° 8 janvier 1940).
- 2005 :
  - Svend Nielsen, 76 ans, footballeur danois. (13 sélections en équipe nationale). (° 20 novembre 1928).
- 2006 :
  - Grigory Verichev, 49 ans, judoka soviétique. Médaillé de bronze dans la catégorie des poids lourds aux Jeux olympiques de 1988 à Séoul. (° 4 avril 1957).
- 2008 :
  - Aloysius Atuegbu, 55 ans, footballeur nigérian. Vainqueur de la Coupe d'Afrique des nations de 1980. (60 sélections en équipe nationale). (° 29 avril 1953).
- 2011 :
  - Roger Gautier, 88 ans, rameur français. Médaillé d'argent du quatre sans barreur aux Jeux d'Helsinki 1952. (° 11 juillet 1922).
- 2012 :
  - Keith Gardner, 82 ans, athlète de sprint jamaïcain. Médaillé de bronze du relais 4 × 400 m aux Jeux de Rome 1960. (° 6 septembre 1929).
  - Edoardo Mangiarotti, 93 ans, épéiste et fleurettiste italien. Champion olympique par équipes aux Jeux de Berlin 1936, médaillé d'argent par équipes à l'épée et au fleuret, médaillé de bronze à l'épée en individuel aux Jeux de Londres 1948, champion olympique en individuel et par équipes à l'épée et médaillé d'argent en individuel et par équipes au fleuret aux Jeux d'Helsinki 1952, champion olympique du fleuret et de l'épée par équipes puis médaillé de bronze de l'épée en individuel aux Jeux de Melbourne 1956 et champion olympique de l'épée par équipes et médaillé d'argent du fleuret par équipes aux Jeux de Rome 1960. Champion du monde d'escrime de l'épée par équipes 1937, champion du monde d'escrime du fleuret par équipes 1938 et 1953, champion du monde d'escrime du fleuret par équipes et de l'épée par équipes 1949, 1950 et 1955, champion du monde d'escrime de l'épée individuelle et du fleuret par équipes 1951, champion du monde d'escrime de l'épée individuelle et par équipes puis du fleuret par équipes 1954. (° 7 avril 1919).
- 2016 :
  - Guu Jin-Shoei, 56 ans, athlète taïwanais. Champion d'Asie du décathlon en 1985. (° 15 janvier 1960).
  - Valentin Petry, 88 ans, coureur cycliste allemand. (° 5 mai 1928).
- 2018 :
  - Frederick Kovaleski, 93 ans, joueur de tennis américain. (° 8 octobre 1924).
- 2019 :
  - Karel Masopust, 76 ans, joueur de hockey sur glace tchécoslovaque. Médaillé d'argent lors des Jeux olympiques d'été de 1968 à Grenoble. (° 4 octobre 1942).
  - Nicolae Pescaru, 76 ans, joueur puis entraîneur de football roumain. (4 sélections en équipe nationale). (° 27 mars 1943).
- 2020 :
  - Marcelino Campanal, 89 ans, footballeur espagnol. (11 sélections en équipe nationale). (° 13 février 1931).
  - José Roberto Figueroa, 60 ans, footballeur hondurien. (28 sélections en équipe nationale). (° 15 décembre 1959).
  - Jimmy Kirunda, 70 ans, footballeur puis entraîneur ougandais. Sélectionneur de l'équipe d'Ouganda de 1989 à 1996. (° 1950).
  - Marv Luster, 82 ans, joueur américain de football canadien. (° 27 novembre 1937).
  - Paolo Marzotto, 89 ans, pilote automobile italien. (° 9 septembre 1930).
  - Balbir Singh, 95 ans, joueur puis entraîneur de hockey sur gazon indien. Champion olympique en 1948, 1952 et 1956. Porte-drapeau de l'Inde aux Jeux olympiques d'été de 1952 et de 1956. (° 10 octobre 1924).
  - Vadão, 63 ans, footballeur puis entraîneur brésilien. Sélectionneur de l'équipe féminine du Brésil de 2014 à 2016 puis de 2017 à 2019 avec laquelle il remporte la Copa América 2014 et 2018. (° 21 août 1956).